# Miss Internacional 1960
Miss Internacional 1960 fue la 1.ª edición de certamen de Miss Internacional que fue celebrado el 12 de agosto de 1960 en Long Beach, Estados Unidos. El concurso fue presentado por Byron Palmer. En esta primera versión participaron 52 delegadas de todo el mundo. Al final del evento, Miss Colombia Stella Márquez pasó a ganar la corona de Miss Internacional 1960.

## Resultados
| Resultado final         | Candidata |
| ----------------------- | --- |
| Miss Internacional 1960 | - Colombia - Stella Márquez |
| 1° Finalista            | - India - Iona Pinto |
| 2° Finalista            | - Islandia - Sigríður Geirsdóttir |
| 3° Finalista            | - Inglaterra - Joyce Kay |
| 4° Finalista            | - Estados Unidos - Charlene Lundberg |
| Semifinalistas (Top 15) | - Austria - Elizabeth Hodacs - Alemania - Helga Kirsch - Israel - Lili Dajani - Italia - Maria Grazia Jacomell - Japón - Michiko Takagi - Paraguay - Gretel Hedger Carvallo - Filipinas - Edita Resurrección Vital - Polonia - Marzena Malinowska - Singapur - Christl D'Cruz - Venezuela - Gladys Ascanio |

## Relevancia histórica del Miss Internacional 1960
- Colombia gana Miss Internacional y se convierte en el primer país en obtener este título.
- India obtiene el puesto de Primera Finalista por primera vez.
- Islandia obtiene el puesto de Segunda Finalista por primera vez.
- Inglaterra obtiene el puesto de Tercera Finalista por primera vez.
- Estados Unidos obtiene el puesto de Cuarta Finalista por primera vez.
- Colombia, Estados Unidos, India, Inglaterra e Islandia son los primeros países en formar el cuadro de finalistas en la primera edición del Miss Internacional.
- Alemania clasifica por primera vez a semifinales.
- Austria clasifica por primera vez a semifinales.
- Filipinas clasifica por primera vez a semifinales.
- Israel clasifica por primera vez a semifinales.
- Italia clasifica por primera vez a semifinales.
- Japón clasifica por primera vez a semifinales.
- Paraguay clasifica por primera vez a semifinales.
- Polonia clasifica por primera vez a semifinales.
- Singapur clasifica por primera vez a semifinales.
- Venezuela clasifica por primera vez a semifinales.

## Premios Especiales
| Premio          | Candidata                               |
| --------------- | --------------------------------------- |
| Miss Fotogénica | - Islandia - Sigridur Geirsdottir       |
| Miss Simpatía   | - Guayana británica - Julia Ann Adamson |
| Chica Popular   | - Bélgica - Caroline Lecerf             |

## Delegadas
52 delegadas concursaron en el certamen:
| País              | Delegada                       |
| ----------------- | ------------------------------ |
| Alemania          | Helga Kirsch                   |
| Argentina         | Slavica Lazaric                |
| Australia         | Joan Stanbury                  |
| Austria           | Elizabeth Hodacs               |
| Bélgica           | Caroline Lecerf                |
| Bolivia           | Edmy Arana Ayala               |
| Borneo            | Elizabeth Voon                 |
| Brasil            | Magda Renate Pfrimer           |
| Canadá            | Margaret Powell                |
| Colombia          | Stella Márquez                 |
| Corea del Sur     | Kim Jung-ja                    |
| Dinamarca         | Sonja Menzel                   |
| Ecuador           | Magdalena Esther Dávila Varela |
| España            | Elena Herrera Dávila-Núñez     |
| Estados Unidos    | Charlene Lundberg              |
| Finlandia         | Marketta Nieminen              |
| Filipinas         | Edita Resurrección Vital       |
| Francia           | Yvette Suzanne Degrémont       |
| Grecia            | Kiki Kotsaridou                |
| Guayana británica | Julia Ann Adamson              |
| Holanda           | Katinka Bleeker                |
| Hong Kong         | Lena Woo                       |
| India             | Iona Pinto                     |
| Indonesia         | Wiana Sulastini                |
| Inglaterra        | Joyce Kay                      |
| Islandia          | Sigridur Geirsdottir           |
| Israel            | Lili Dajani                    |
| Italia            | Maria Grazia Jacomell          |
| Japón             | Michiko Takagi                 |
| Jordania          | Gulnar Tucktuck                |
| Líbano            | Juliana Reptsik                |
| Luxemburgo        | Liliane Mueller                |
| Malasia           | Zanariak "Zena" Ahmad          |
| Marruecos         | Raymonde Valle                 |
| Noruega           | Lise Hammer                    |
| Paraguay          | Gretel Hedger Carvallo         |
| Perú              | Irma Vargas Fuller             |
| Polonia           | Marzena Malinowska             |
| Portugal          | Maria Josabete Silva Santos    |
| Puerto Rico       | Carmen Sara Latimer            |
| Singapur          | Christl D'Cruz                 |
| Sudáfrica         | Nona Sherriff                  |
| Océano Pacífico   | Patricia Apoliona              |
| Suecia            | Gunilla Elm                    |
| Suiza             | Mylene Delapraz                |
| Sri Lanka         | Yvonne Eileen Gunawardene      |
| Tahití            | Teura Bauwens                  |
| Taiwán            | Janet Lin Chin-Yi              |
| Túnez             | Habiba Ben Abdallah            |
| Turquía           | Guler Kivrak                   |
| Uruguay           | Beatriz Liñares                |
| Venezuela         | Gladys Ascanio                 |

## Sobre los países en Miss Internacional 1960

### Debutantes
- Alemania
- Argentina
- Australia
- Austria
- Bélgica
- Bolivia
- Borneo
- Brasil
- Canadá
- Colombia
- Corea del Sur
- Dinamarca
- Ecuador
- España
- Estados Unidos
- Finlandia
- Filipinas
- Francia
- Grecia
- Guayana británica
- Holanda
- Hong Kong
- India
- Indonesia
- Inglaterra
- Islandia
- Israel
- Italia
- Japón
- Jordania
- Líbano
- Luxemburgo
- Malasia
- Marruecos
- Noruega
- Paraguay
- Perú
- Polonia
- Portugal
- Puerto Rico
- Singapur
- Sudáfrica
- Océano Pacífico
- Suecia
- Suiza
- Sri Lanka
- Tahití
- Taiwán
- Túnez
- Turquía
- Uruguay
- Venezuela

### Retiros
- Océano Pacífico - Patricia Apoliona
- Yugoslavia - Tania Velic